# 阿根廷裸尾犰狳
阿根廷裸尾犰狳（Cabassous tatouay），又名大裸尾犰狳，是南美洲的一種犰狳。牠們分佈在阿根廷、玻利維亞、巴西、巴拉圭、秘魯及烏拉圭。

## 外部連結
- Infonatura （页面存档备份，存于）